# Platyrrhinus angustirostris
Platyrrhinus angustirostris — вид родини листконосові (Phyllostomidae), ссавець ряду лиликоподібні (Vespertilioniformes, seu Chiroptera).

## Морфологія
Тварина невеликого розміру, із загальною довжиною від 52 до 58 мм, довжина передпліччя між 34,7 і 39,2 мм, довжина стопи 11 і 13 мм, довжина вух 16 мм.
Шерсть коротка і окремі волоски спини двоколірні. Спинна частина темно-коричневого кольору з тонкою смужкою, але яку видно все ясніше, що простягається від області між плечей до крижів; черевна частина темно-сіра. Морда коротка і широка. Лист носа добре розвинений і ланцетний. Дві білі смуги є на кожній стороні обличчя. Вуха широкі, трикутні, широко розділені. Крила прикріплені ззаду до основи великого пальця. Ноги покриті густою шерстю. Вид не має хвоста.

## Середовище проживання
Цей вид розповсюджений у Венесуелі, центральній Колумбії, східному Еквадорі та на півночі Перу.

## Загрози та охорона
Цей вид, будучи виявлений лише недавно, досі не піддавався будь-якій політиці збереження.